# 히말라야 (영화)
《히말라야》는 2015년에 개봉한 대한민국의 영화이다. 윤제균이 제작하고 이석훈 감독이 연출했으며, 황정민, 정우, 조성하, 김인권, 라미란이 출연한다.

## 캐스팅
- 황정민: 엄홍길 역
- 정우: 박무택 역
- 조성하: 이동규 역
- 김인권: 박정복 역
- 라미란: 조명애 역
- 김원해: 김무영 역
- 이해영: 장철구 역
- 전배수: 전배수 역
- 정규수: 김정규회장 역
- 성병숙: 무택 모 역
- 손영순: 주인할머니 역
- 최종률: 의사 역
- 이채윤: 엄연우 역
- 김경식: 임원 역
- 정유미: 최수영 역(특별출연)
- 유선: 최선호 역(특별출연)
- 정지영: 라디오 DJ 역(특별출연)
- 조달환: PD 역(특별출연)

## 수상 내역
- 2016년 제11회 맥스무비 최고의 영화상 최고의 여자조연배우상 - 라미란
- 2016년 제11회 맥스무비 최고의 영화상 최고의 포스터상
- 2016년 제36회 황금촬영상 최우수 조연남우상 - 김인권
- 2016년 제52회 백상예술대상 영화부문 여자 조연상 - 라미란

## 같이 보기
- 산 (드라마)